# Où je vis
Albums de Shurik'n
La Garde
(2000)
Où je vis est le premier album studio solo du rappeur Shurik'n, membre du groupe de rap français IAM. Il est sorti en 1998. Vendu à plus de 200 000 exemplaires (double disque d’or), il est considéré comme un classique du rap français.
L'album a été en partie conçu durant la tournée d'IAM consécutive à la sortie de L'École du micro d'argent.  

« Et puis tout seul ce sera moins bien,

c'est sûr...

J’préfère de loin y aller avec les miens… »

— Shurik'n, Les miens, Où je vis

Akhenaton expliquera en 2017 que le morceau Samuraï « explique bien l'attitude d'IAM à travers les trente dernières années : le cap est maintenu et s'il faut partir, ce sera un sabre à la main », tel Miyamoto Musashi. 
Samuraï contient un sample d'une musique de Bruno Coulais. C'est durant la clearance des droits du morceau qu'Akhenaton rencontra le compositeur avec qui il réalisera par la suite la bande originale du film Comme un aimant. 

## Accueil critique
Pour Le Temps, l'album « reprend à son compte une partie de ce qui a fait l'identité d'IAM: un côté guerrier urbain, nouveau samouraï. [...] Où je vis séduit surtout par son élégante âpreté et la qualité d'un habillage sonore à la finesse malheureusement trop rare. »

## Liste des chansons
L'intégralité des chansons a été composée par Shurik'n.
| #   | Titre                                             | Durée |
| --- | ------------------------------------------------- | ----- |
| 1.  | Samuraï                                           | 3:54  |
| 2.  | Où Je Vis                                         | 3:33  |
| 3.  | L.E.F.                                            | 3:06  |
| 4.  | Mon Clan (featuring Faf Larage)                   | 3:24  |
| 5.  | J’attends                                         | 3:20  |
| 6.  | Fugitif                                           | 3:16  |
| 7.  | Les Miens                                         | 3:51  |
| 8.  | Rêves (featuring Freeman)                         | 4:44  |
| 9.  | Mémoire (featuring Sat (de la Fonky Family)       | 3:49  |
| 10. | Esprit anesthésié (featuring Faf Larage)          | 4:00  |
| 11. | Lettre                                            | 3:17  |
| 12. | Oncle Shu                                         | 3:26  |
| 13. | Sûr de rien (featuring Freeman)                   | 3:16  |
| 14. | Y’a Pas Le Choix (featuring 3e Œil & Sista Micky) | 3:42  |
| 15. | Manifeste (featuring Akhenaton)                   | 4:38  |
|     | Titre bonus réédition                             |       |
| 16. | J’lève mon verre                                  |       |

## Samples
- Samuraï : Bruno Coulais – Le Jouet sur la B.O. de la série télévisée La Rivière Espérance[12]
- J'attends : James Horner – Farewell sur la B.O. de Légendes d'automne[11]
- « Les miens » : Piotr Ilitch Tchaïkovsky - Symphonie op.64 nº5, II. Andante cantabile, con alcuna licenza
- Rêves : Philippe Sarde - Love Theme sur la B.O. de La Guerre du Feu et Basil Poledouris - The Wifeing sur la B.O. de Conan le Barbare
- Manifeste : Alex North - Love Theme from Spartacus[8]